# Rimvydas
Rimvydas ist ein litauischer männlicher Vorname. Die weibliche Form ist Rimvydė.

## Personen
- Rimvydas Norkus (* 1979), Zivilprozessrechtler, Richter, Gerichtspräsident des Obersten Gerichts Litauens sowie Professor der Mykolo Romerio universitetas
- Rimvydas Raimondas Survila (* 1939), Zootechniker und Politiker
- Rimvydas Valatka (*  1956), Journalist, Publizist und Politiker
- Rimvydas Vaštakas (* 1960),  Ingenieur, Politiker und Vizeminister